# 수에즈 지협

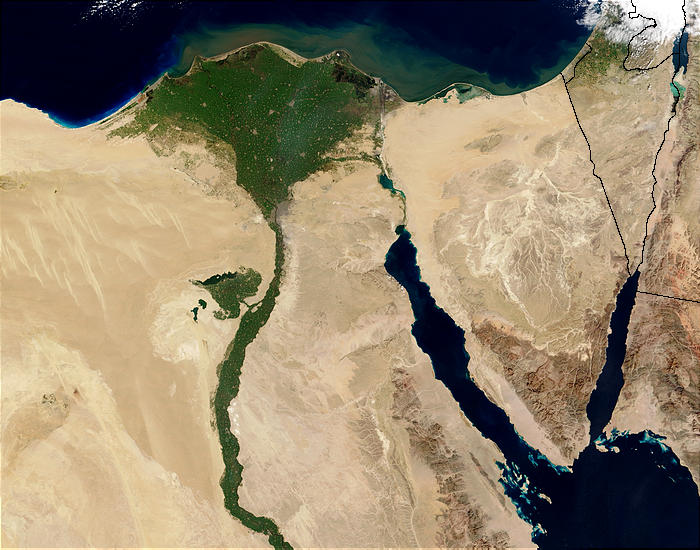

수에즈 지협(Isthmus of Suez)은 지중해와 홍해 사이를 가르는 좁은 땅으로, 아프리카와 아시아를 잇는 지협이다. 이집트의 영토로, 수에즈 지협을 따라 수에즈 운하가 건설되었다.

## 같이 보기
- 시나이반도
- 수에즈 운하
- 수에즈만